# Épilepsie frontale à crises nocturnes
L'épilepsie frontale à crises nocturnes ou l'épilepsie du lobe frontal se manifeste par des crises d'épilepsie en séries le plus souvent de survenue nocturne qui sont particulièrement stéréotypées et brèves (de quelques secondes à quelques minutes), quelques personnes auront des crises essentiellement diurnes, mais elles sont relativement moins courantes.
Les crises comportent habituellement des fibrillations au visage qui peuvent s'étendre au bras et à la jambe d'un côté du corps, elles sont de simples excitations nocturnes ou bien des crises dramatiques généralisées avec des mouvements brusques et des manifestations toniques. Quelques individus auront une aura et la conservation de la perception est habituelle.
La maladie survient dans l'enfance ou à partir de l'âge adulte. 80 % des personnes auront des manifestations de cette épilepsie avant 20 ans. L'examen neurologique est souvent normal et l'intelligence n'est pas affectée.
Dans une même famille, les manifestations de la maladie varient considérablement. La maladie dure toute la vie mais ne s'aggrave pas. Vers la cinquantaine les crises deviennent moins graves et leur fréquence s'espace dans le temps.
Le diagnostic se fait sur la clinique et l'EEG. La plupart des personnes ayant une épilepsie frontale ont un parent ou un grand-parent atteint. La mutation des gènes CHRNB2  et CHRNA4 est retrouvée dans 40 % des cas des patients.

## Sources
- (en) Samuel F Berkovic, Ingrid E Scheffer « Nocturnal Frontal Lobe Epilepsy, Autosomal Dominant » In GeneTests: Medical Genetics Information Resource (database online). Copyright, University of Washington, Seattle. 1993-2005